# Tullio Bertacco
Tullio Bertacco (Marostica, 27 novembre 1957) è un ex ciclista su strada italiano, professionista dal 1979 al 1986. Seppur non riuscì ad imporsi in nessuna competizione fra i professionisti, ottenne qualche piazzamento di rilievo, come il quarto posto nella decima tappa del Giro d'Italia 1983 (anno in cui vinse con la propria formazione, la cronosquadre inaugurale di Mantova) ed il decimo posto alla Tre Valli Varesine 1980.

## Palmarès
- 1976 (dilettanti)

Giro del Belvedere

### Altri successi
- 1983 (Bianchi)

1ª tappa Giro d'Italia (Brescia > Mantova, conosquadre)

## Piazzamenti

### Grandi Giri
- Giro d'Italia

1979: 52º
1980: 54º
1981: 57º
1982: 63º
1983: 56º
1986: 42º
- Vuelta a España

1980: fuori tempo massimo (15ª tappa)

### Classiche monumento
- Milano-Sanremo

1979: 95º
1980: 82º
- Liegi-Bastogne-Liegi

1985: 53º